# Etisus villosus
Etisus villosus is een krabbensoort uit de familie van de Xanthidae. De wetenschappelijke naam van de soort is voor het eerst geldig gepubliceerd in 1995 door Clark & Galil.